# Опел грандленд икс
Опел граднленд икс је компактни кросовер који производи немачка фабрика аутомобила Опел од 2017. године.
Представљен је на салону аутомобила у Франкфурту септембра 2017. године. Заснован је на PSA EMP2 платформи ПСА групе, као Пежо 3008 друге генерације. Позициониран је изнад мањег кросовера кросленд икса. За тржиште Уједињеног Краљевства продаваће се као Воксхол граднленд икс.